# هانس ويمر
هانس ويمر (بالألمانية: Hans Wimmer)‏ هو نحات ألماني، ولد في 19 مارس 1907 في بفاركيرشن في ألمانيا، وتوفي في 31 أغسطس 1992 في ميونخ في ألمانيا.

## وصلات خارجية
- هانس ويمر على موقع مونزينجر (الألمانية)